# Buridan, le héros de la tour de Nesle
Pour les articles homonymes, voir Buridan, héros de la Tour de Nesle.
Pour plus de détails, voir Fiche technique et Distribution.
Buridan, le héros de la Tour de Nesle est un film français réalisé par Pierre Marodon en 1923.
Ce film muet en noir et blanc est l'adaptation d'un roman de Michel Zévaco intitulé Buridan, Le Héros de la Tour de Nesle (1913), lui-même inspiré de l'affaire de la tour de Nesle.

## Synopsis
Le film est divisé en six parties : « La Provocation », « Les Amours de Marguerite de Bourgogne », « Le Combat du Pré-aux-Clercs », « L'Élixir d'amour », « La Fête des Fous », et « La Cour des Miracles ».

## Fiche technique
- Titre original : Buridan, le héros de la Tour de Nesle
- Pays de production :  France
- Année : 1923
- Réalisation : Pierre Marodon
- Scénario : Pierre Marodon
- Photographie : Hans Androschin (en), Paul Portier
- Société de production : Films Pierre Marodon
- Société de distribution : Établissements Louis Aubert
- Langue : français
- Format : Noir et blanc — 35 mm — 1,33:1 — Muet
- Genre : Drame historique
- Durée : 9 878 mètres (6 épisodes)
- Dates de sortie :
  - France : 23 novembre 1923
  - Espagne : 14 février 1924
  - Portugal : 11 janvier 1925

## Distribution
- Robert Valberg (de) : Jehan Buridan
- Marthe Lenclud : Marguerite de Bourgogne
- Hector Bragny : Gauthier d'Aunay
- Otto Hilde : Philippe d'Aunay
- Harry Flemming : Louis X le Hutin
- Joe Lars : Charles de Valois
- Hanns Melzer : Enguerrand de Marigny
- Fritzi Gaert-Grünwald : Jeanne de Poitiers
- Stephan Rosti : Lancelot Bigorne, le valet de Buridan
- Mani Keller : Anne de Dramans / Mabel
- Jean Lamy : Stragildo
- Loe Lars : Guillaume Bourrasque
- Olga Matcheko-Träger : Blanche de la Marche
- Tomy Brany : Simon Malingre
- Harry Grunwald
- Schiøler Linck (en)
- Rocca	Angellini
- Lilly Bredow
- Eugen Preiß
- Polly Genrich

## Autour du film
Le tournage se déroula à Vienne, en Autriche ; Marodon fera édifier près de l'actuel Reichsbrücke le profil du vieux Paris, puis, non loin du Kagraner Brücke (de), une tour de 25 mètres de haut bordant le Danube, réplique de la tour de Nesle où Marguerite de Bourgogne aurait organisé ses débauches.